# Distretto di Kamoto
Il distretto di Kamoto (鹿本郡, Kamoto-gun?) era uno dei distretti della prefettura di Kumamoto, in Giappone.
Prima di essere soppresso, ne faceva parte solo il comune di Ueki. Il 23 marzo 2010, Ueki è stata assorbita dalla città di Kumamoto, ed il distretto di Kamoto ha cessato di esistere.
| Controllo di autorità | VIAF (EN) 259959195 · NDL (EN, JA) 00636371 |